# 普法尔茨地区艾森贝格
普法尔茨地区艾森贝格（德語：Eisenberg (Pfalz)），简称艾森贝格（德語：Eisenberg，發音：[ˈaɪzn̩ˌbɛʁk]），是德国莱茵兰-普法尔茨州唐纳山县的城市，面积18.75平方千米，2023年12月31日人口为9,305人。